# 守护者：世纪战元
《守护者：世纪战元》（俄語：Защитники）是一部2017年俄罗斯新黑色超级英雄电影，為薩里克·安卓斯楊指导和監製。由塞巴斯蒂安·斯萨克、安东·庞布施尼、艾莉娜·拉尼娜、桑扎尔·马季耶夫、瓦谢斯拉夫·拉贝戈耶夫、薇洛瑞雅·西基兰多和史坦尼斯拉夫·希林主演。故事主要讲述了在冷战时期，英美强国连手对抗苏联，为了防御邪恶势力入侵，苏联政府启动「Patriot守護者计划」科学家改变并增强四个人的DNA，成为新一代超级英雄来维护正义。多年来，这些英雄不得不隐藏自己的身分，关键时刻，他们将挺身而出捍卫安全。
該片於2017年2月23日在俄罗斯上映。

## 劇情
在冷战期间，一个名叫「愛國者」（Patriot）的秘密组织聚集了一群蘇聯超级英雄，为了防御超自然威胁，改变并增强了四个人的DNA。这些英雄包括了多个蘇聯的成员代表。多年来，不得不隐藏自己的身分，但在困难时期，他们必须保卫祖国。

## 演员
| 演員                                       | 角色                                    | 備註 |
| 賽巴斯提安·西薩克 Sebastien Sisak          | 岩魔 Ler                                | 超級英雄之一，大地人。擁有能操縱地球原始物質的能力，如石頭和泥土，或讓敵人的腳下的地面崩塌、形成大洞。除了能收集灰塵外，能還把任何尺寸和份量的岩石懸浮或變成鞭子狀。他能以岩石包覆自身形成外骨骼裝甲強化自己。                       |
| 安東·龐布施尼 Anton Pampushniy             | 熊霸 Arsus                              | 超級英雄之一，野人。身材魁武的狂戰士，能將自身轉變為人形大熊的型態，或讓自身某部位與熊的力量混合，如爪子、頭或身軀。儘管本身擁有相當強力的力量，但他時常手持重機槍來輔助戰鬥。                                                       |
| 桑扎爾·馬季耶夫 Sanzhar Madiev             | 可汗 Khan                               | 超級英雄之一，風人。擅長武術和各種刀刃武器，以雙把月牙形大彎刀為主要武器，該彎刀足以將一輛汽車切成兩截。他自身有著超人般的速度，能高速移動來閃避攻擊或對敵人發動奇襲。在瞬移時，他的瞳孔會變成白色，在眼中看到的一切都會變成慢動作。 |
| 艾莉娜·拉尼娜 Alina Lanina                 | 水靈 Xenia                              | 超級英雄之一，水女。有著超人般的敏捷和靈活度，能將自身化作水一般在地面高速移動、攻擊和防禦。此外，她能不受溫差和空氣有無的影響在水下生存。除了水型態外，亦可變形成凝膠狀。                                                           |
| 薇洛瑞雅·西基兰多 Valeria Shkirando        | 艾琳娜·蘿瑞娜少校 Maj. Elena Larina     | 「守護者」的集結者和領導人。 |
| 瓦謝斯拉夫·拉貝戈耶夫 Vyacheslav Razbegaev | 尼古拉·多爾戈夫將軍 Gen. Nikolai Dolgov | 「守護者」計劃的成立者。 |
| 史坦尼斯拉夫·希林 Stanislav Shirin         | 安格斯·庫拉托夫 August Kuratov          | 片中主要反派。擁有一個名為「Modul-1」的裝置，能讓他操控任何電子機器。此外，還穿有機械外骨骼來強化自身的力量。在建立了自己的複製人軍隊並佔領莫斯科後，進而控制全世界。                                                                |

## 制作

### 拍攝
正式拍攝於2015年4月27日在莫斯科進行，結束後繼續在克里米亞半島攝製，約2015年7月14日左右殺青。

## 反響
《守护者：世纪战元》在俄羅斯媒體間獲得的評價多為負面，電影多半被批評劇情的轉折僵硬、廉價的CGI及整體的拙劣質感。Kritikanstvo.ru上的平均得分僅20。